# 여의도 금호 리첸시아
여의도 금호 리첸시아(영어: Yeouido Kumho Richensia) 혹은 여의도 리첸시아 타워(영어: Yeouido Richensia Tower)는 대한민국 서울특별시 영등포구 여의도동에 위치한 쌍둥이 주상복합 아파트이다. 2003년에 건축되었으며, 63빌딩 바로 옆에 위치하고 있다.
A동 최고 40층, 151m, B동 최고 40층, 146m로 구성되어 있다. 가격은 2016년 11월 25일 당시의 공시 지가를 기준으로 약 12억 ~ 20억원이다.
여의도 리첸시아 아파트의 높이는 첨탑높이는 167m고 지붕높이는 151m고 최상층높이는 151m이다. 여의도에서 가장 높은 아파트라고 한다.

## 내부 시설
이 아파트는 쌍둥이 아파트로 구성되며 지하에는 지하주차장, 지하 1층에는 지하주차장, 맛집 시설, 1층에는 로비, 2층 ~ 7층에는 오피스텔, 8층에는 독서실, 커뮤니티실, 클럽하우스, 취미시설 등의 복지시설, 9층 ~ 40층에는 아파트가 있다.
| 층수                | 시설 |
| ------------------- | --- |
| 9층 ~ 40층          | 아파트 |
| 8층                 | 복지, 취미시설(독서실, 커뮤니티실, 클럽하우스 등) |
| 7층                 | 미래씨엠티, 마에스텍 |
| 6층                 | 메디월드생명공학, 제니스헬스케어 |
| 3층                 | 십대들의쪽지, 마스테코 |
| 2층 ~ 7층           | 오피스텔 |
| 2층                 | 팜팜여행사, 큐어랜케어 리서치 |
| 1층                 | 로비, 리첸스포츠센터 |
| 지하 1층            | 지하주차장, 모노레일에스프레소 여의도리첸시아점, 하노이의아침, 스포짐 여의도점, 하쯔호(はつほ), 일식비, 제스트 도시락, 카페더이은, 부엌, 엘스키즈 여의도점, 데이비드쥬스, 일프리모 |
| 지하 5층 ~ 지하 2층 | 지하주차장 |

## 대중문화

### 영화
- 2006년에 개봉된 괴물에 나온다.
- 2012년에 개봉된 R2B: 리턴투베이스의 63빌딩과 서울국제금융센터와 리첸시아 타워가 나온다.
- 2012년에 개봉된 타워의 63빌딩과 서울국제금융센터와 리첸시아 타워가 나온다.
- 2013년에 개봉된 고령화가족의 63빌딩과 서울국제금융센터가 나온다.
- 2014년에 개봉된 내부자들에 나온다.
- 2017년에 개봉된 아일라에 나온다.

### 드라마
- 2015년에 방영된 JTBC 드라마 디데이의 63빌딩과 서울국제금융센터와 리첸시아 타워와 LG트윈타워가 나온다.
- 2018년에 방영된 JTBC 드라마 스케치의 리첸시아 타워가 나온다.
- 2019년에 방영된 POWER MOVIE 드라마 남과 북에 나온다.
- 2020년에 방영된 SBS 드라마 더 킹 : 영원의 군주에 대한민국, 1994년 겨울 장면이 나온다.
- 2021년에 방영된 JTBC 드라마 시지프스 : the myth에 나온다.
- 2022년에 방영된 JTBC 드라마 재벌집 막내아들에 나온다.

## 갤러리

한강철교에서 본 63빌딩과 리첸시아 타워.
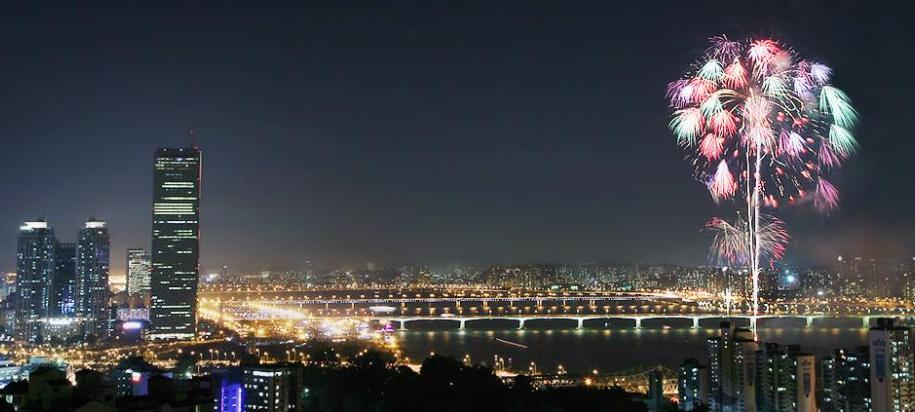
한강과 반포교, 여의도의 63빌딩은 서울과 한강의 랜드마크들이다.
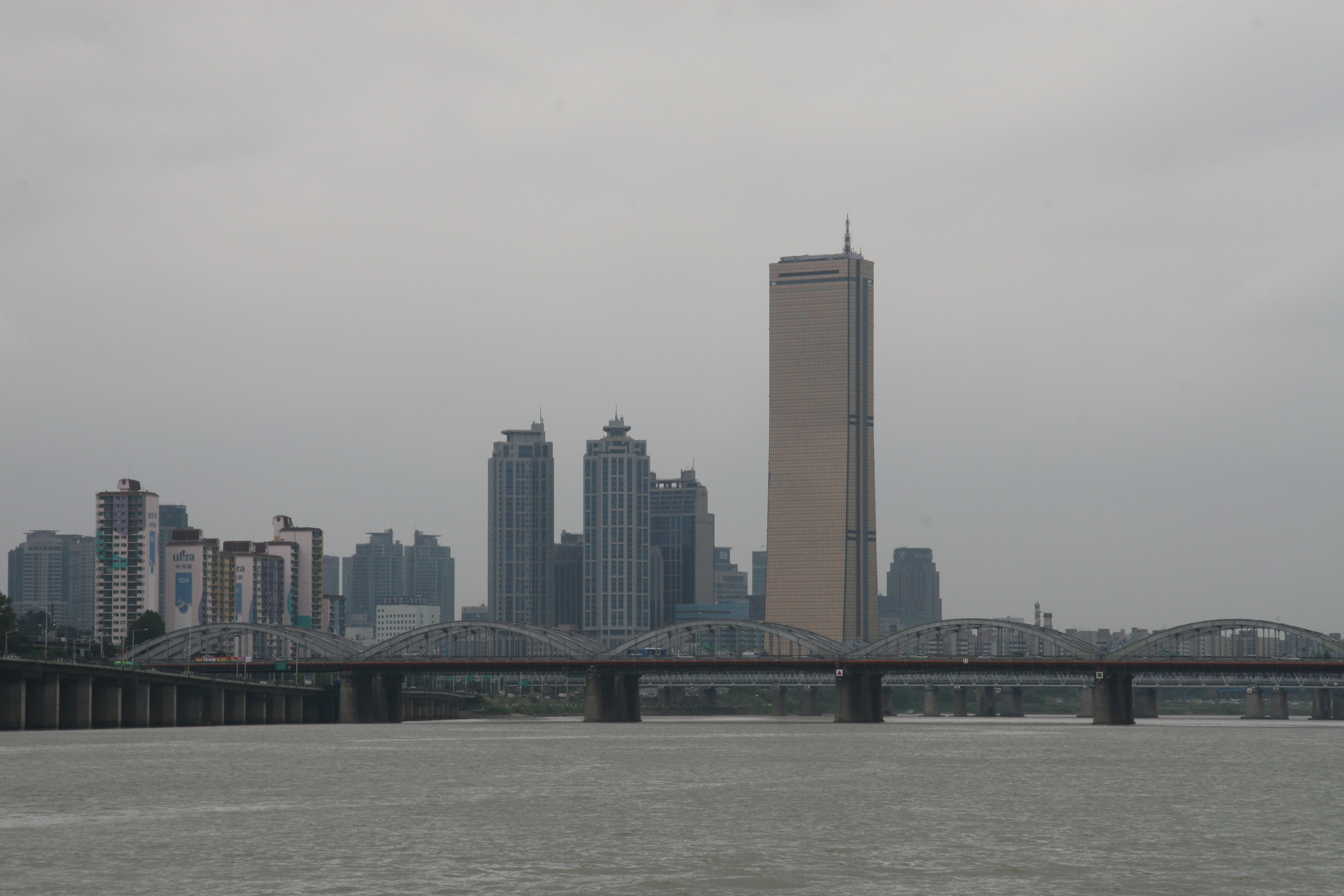
2007년에 촬영한 63빌딩과 리첸시아 타워.
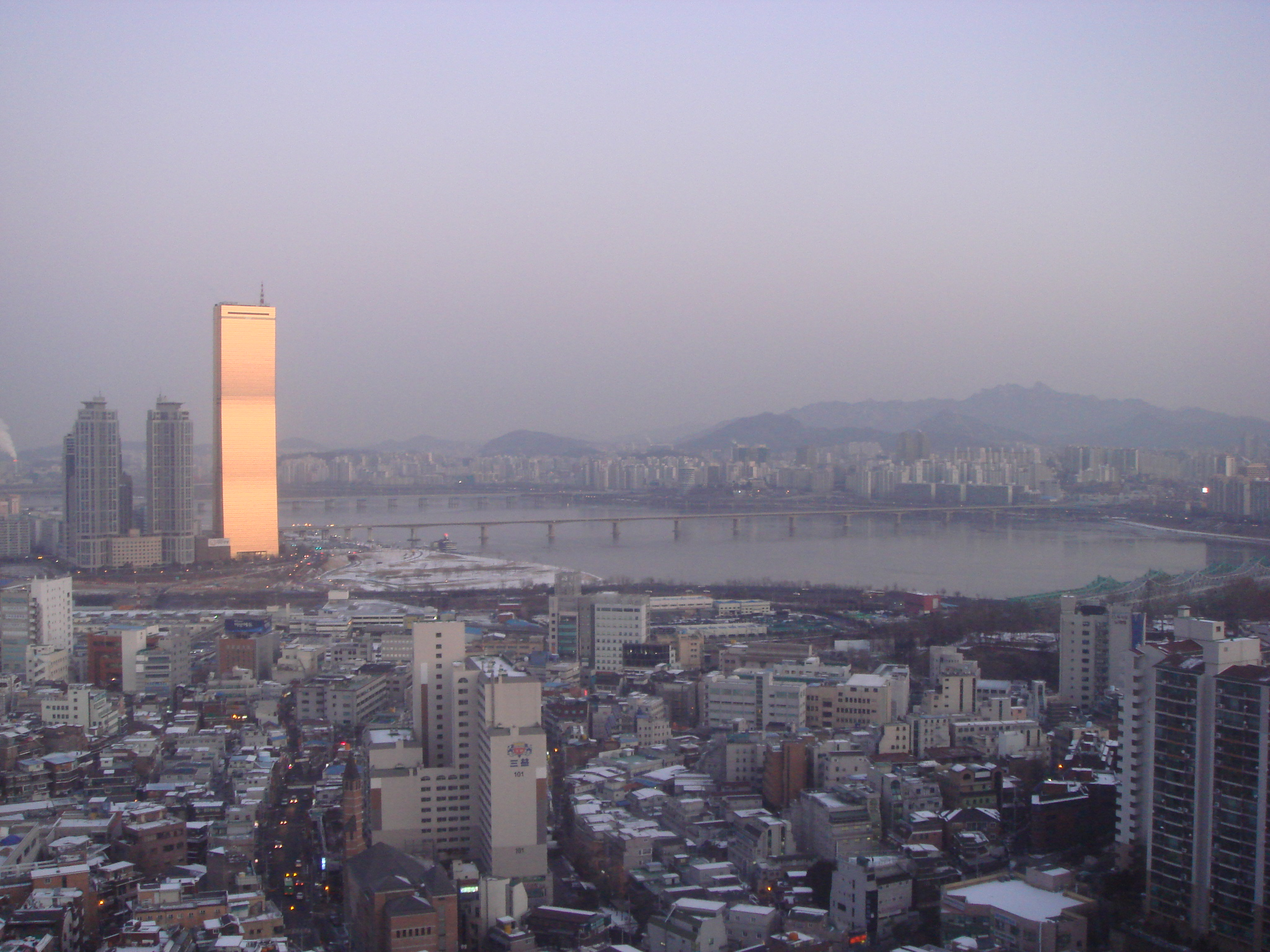
2009년에 촬영한 63빌딩과 리첸시아 타워.

## 같이 보기
- 여의도
- 금호 리첸시아
- 리첸시아 타워
- 리첸시아 타워 (부천)
- 서울특별시의 마천루 목록